# ВВА-Подмосковье
«ВВА-Подмосковье» — регбийный клуб из посёлка Монино Московской области. Основан в 1967 году при Военно-воздушной академии имени Ю. А. Гагарина. До 2002 года носил название «ВВА им. Ю. А. Гагарина». Выступает в чемпионате России по регби. «ВВА-Подмосковье» является наиболее титулованным клубом в истории российского регби.

## История

### 1960-е годы
В 1967 году при Военно-воздушной академии имени Ю. А. Гагарина была создана команда по регби. Инициатором создания команды был начальник академии, маршал авиации, Герой Советского Союза С. А. Красовский, который очень много уделял развитию спортивной базы академии. Играющим тренером стал Евгений Антонов, которого вместе с «костяком» игроков пригласили из команды МВТУ. В 1968 году монинская команда участвует в первом первенстве РСФСР по регби и по его итогам занял первое место, которое вывело команду в полуфинал чемпионата СССР. В полуфинальном турнире ВВА переиграл вильнюсский «Политехник», но уступил МВТУ 9:24, ставшему в итоге чемпионом СССР, и — в упорной борьбе — тбилисскому «Локомотиву» 6:9. В 1969 году ведущие игроки МВТУ перешли в монинскую команду. Усиленная команда заняла первое место на предварительном этапе союзного первенства в Туле, а в финальном розыгрыше в Новой Каховке завоевала своё первое золото чемпионата СССР. Игрок ВВА Александр Григорьянц с 56 очками стал лучшим бомбардиром первенства.

### 1970-е годы
1970 год принёс «лётчикам» бронзу в чемпионате. Александр Григорьянц вновь стал лучшим бомбардиром первенства, а в розыгрыше клубов РСФСР монинцы третий год подряд стали первыми. В 1971 год ВВА вернул себе титул лучшей команды страны, а Александр Григорьянц вновь самый результативный игрок страны. Первое место в первенстве РСФСР.
В первенстве 1972 года ВВА завоевал серебро, пропустив вперёд москвичей из команды «Фили». В первенстве РСФСР очередное первое место. 1973 год принёс бронзу «военлётам» в чемпионате СССР и первое место в розыгрыше среди команд РСФСР. В 1974 год ВВА пропустил вперед «Фили» и киевский КИИГА. 1-е место в первенстве РСФСР. В 1975 году монинцы впервые с 1969 года не попали в список призёров, заняв 4-е место. В первенстве РСФСР ВВА отдал первое место «Спартаку» из Нальчика. В 1976 году клуб вновь вернул себе первое место, обойдя московскую «Славу» и киевский КИИГА. В финале первого розыгрыша Кубка СССР ВВА переиграл тбилисский «Локомотив» со счётом 10:6. В первенстве РСФСР команда заняла второе место. 1977 год — второе золото подряд в чемпионате СССР. 1978 год — ушло чемпионское поколение начала 70-х годов — и, как следствие, лишь седьмое место в первенстве страны. В чемпионате РСФСР ВВА вновь первые. 1979 год — третье место в союзном первенстве и первое в РСФСР.

### 1980-е годы
1980 год — монинские регбисты вновь стали первыми в чемпионате СССР. В финале Кубка СССР ВВА переиграл московский «Локомотив» со счётом 19:6. В первенстве РСФСР ВВА побадил. 1981 год — вновь регбисты ВВА первые в чемпионате СССР. 1982 год — второе место в чемпионате СССР. В финале Кубка СССР ВВА уступил киевскому «Авиатору» со счётом 3:9. 1983 год — в союзном первенстве только 4-е место, но «лётчики» взяли Кубок СССР и стали первыми в чемпионате РСФСР. 1984 год — Монино вернуло себе титул лучшей команды СССР по регби.
Согласно книге «Военно-воздушная академия имени Ю. А. Гагарина», выпущенной в 1984 году, в команде ВВА имени Гагарина было подготовлено 80 мастеров спорта, а 20 человек сыграли за сборную СССР.
1985 год — первое место в чемпионате СССР. 1986 год — «золотой дубль» ВВА: третье золото подряд в чемпионате СССР и Кубок СССР. 1987 год — ВВА первые по итогам регулярного первенства СССР. В Суперфинале монинцы уступили кутаисскому «Строителю» со счётом 0:10 в гостях и 7:13 дома. 1988 год — четвёртое место в чемпионате СССР. 1989 год — кутаисские регбисты, главные конкуренты ВВА в конце 80-х, стали первыми в чемпионате СССР, ВВА — вторые.

### 1990-е годы
1990 год — второе место в союзном первенстве. 1991 год — серебро первенства СССР, в котором по ходу его проведения грузинские клубы вышли из розыгрыша. Последний Кубок СССР образца 1991 года: в финале со счётом 14:6 переиграны армейцы из Алма-Аты. Чемпионат России 1992 года имел статус открытого. Из команды ушёл в московскую «Славу» Евгений Антонов и старшим тренером стал Николай Неруш. Сергей Тихонов и Игорь Миронов — лидеры ВВА и уехали играть во Францию (Игорь Миронов привлекался во многих играх ВВА в чемпионате России 1990-х годов). Флагманами регби страны станли ВВА и «Красный Яр», которые, в итоге, во взаимных матчах между собой решили судьбу первого первенства России. Два проигрыша в гостях и дома красноярцам, и ВВА лишь вторые. ВВА взяли первый в истории Кубок России, переиграв в финале московскую «Славу» со счётом 23:0.
В 1993 году вновь за золото боролись красноярские и подмосковные регбисты. На этот раз, проиграв всего одну игру сибирским регбистам, ВВА им. Ю. А. Гагарина стал в первый раз чемпионами России, а Виктор Яковлев стал лучшим бомбардиром первенства. Второй Кубок России по регби снова остался за монинскими регбистами — в финале со счётом был 12:10 переигран «Красный Яр».
1994 год — «Красный Яр» первый, монинцы вторые. В финале Кубка ВВА уступил калининградцам из «Вест-Звезды». К середине 1990-х годов начался спад, как в игровом, так и в организационном плане. Многие игроки уходят шли из спорта, молодые и перспективные уезхали играть во Францию (Андрей Шалюта). Чтобы хоть как-то сохранить костяк игроков, ВВС и Военно-воздушная академия перевели игроков с гражданских на военные должности прапорщиков. Трибуны академического стадиона находились в разобранном состоянии из-за приостановки финансирования по его реконструкции. Директором клуба стал подполковник Рифкат Саттаров, который вместе с Николаем Нерушем фактически всю вторую половину 1990-х годов пытался уберечь клуб от полного развала. В сезонах 1995 и 1996а ВВА на третьем месте, а в 1997 году не попал в список призёров первенства. В 1997 году клуб взял Кубок России — монинские регбисты, усиленные «французом» Игорем Мироновым, в финале переиграли «Красный Яр» со счётом 30:14. В 1998 году Монино, обе красноярские команды и РК «Пенза» претендовали на титул чемпионов страны вплоть до последнего тура. Итог первенства принёс клубу серебряные медали. 1999 год — бронза первенства.
Если ранее клуб, в основной массе, комплектовался за счёт призыва на военную службу молодых регбистов из других городов, то к 2000-м годам клуб начал делать ставку на воспитанников своей школы. В команду мастеров пришли воспитанники секции регби ВВА, такие как А. Казанцев, А. Хрокин, А. Панасенко, братья Кобзевы, братья Кушнаревы и др. регбисты, которые составили костяк ВВА и сборной России первого десятилетия 21 века. В 2000 году «лётчики» заняли четвёртое место, пропуская на третье, место пензенских регбистов. В финале Кубка России подмосковные регбисты уступили команде «Енисей-СТМ» со счётом 9:36.

### 2000-е годы
В 2001 году медали первенства разыгрывались в серии плейф-офф. Заняв четвёртое место по итогам регулярного чемпионата, в трехматчевой серии ВВА взяли вверх над пензенскими регбистами и стали бронзовым призёром чемпионата России. В финале Кубка России вновь регбисты СТМ взяли вверх над монинцами.
В 2003 году, благодаря поддержке Губернатора Московской области Бориса Громова, решением Правительства Московской области в Монино был создан «Регбийный центр Московской области». Команда стала называться «ВВА-Подмосковье». Спустя десять лет в 2003 году команда вернула себе звание чемпиона России. С 2004 по 2009 год команда «ВВА-Подмосковье» занимала верхнюю строчку российского чемпионата, лишь в сезоне 2005 года пропустив красноярский «Енисей-СТМ» на первое место. С 2009 года старший тренер Николай Неруш стал также тренером сборной России, так как большую часть сборной составляли игроки подмосковного клуба. В 2010 году под его руководством сборная впервые пробилась на финальную часть Кубка мира, а в чемпионате России подмосковные регбисты вновь были первыми.

### 2010-е годы
В 2011 году впервые в российской регбийной истории двое регбистов «ВВА-Подмосковье» уехали играть в высший дивизион чемпионата Англии: столб Вадим Кобылаш подписал контракт с «Сейл Шаркс», а крайний четвертной Василий Артемьев с «Нортгемптон Сэйнтс». По итогам сезона подмосковные регбисты завоевали бронзовые медали чемпионата России, уступив «Красному Яру» в полуфинале по итогам двух матчей.

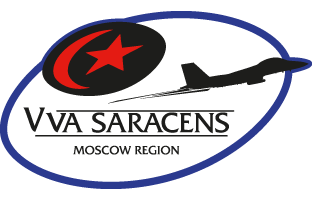
Логотип времён сотрудничества с «Сарацинами»

В конце декабря 2013 года «ВВА-Подмосковье» и лондонский клуб «Сарацины» подписали договор о сотрудничестве. Соглашение предусматривало ежегодный обмен тренерскими кадрами и обучение молодых перспективных регбистов из России в регбийной академии «Сарацинов» в Англии. Подмосковный клуб добавил к своему логотипу эмблему «Сарацинов» и играл несколько сезонов в регбийках цветов лондонского клуба.
В сезоне 2020 года клуб стал участником только что созданной Континентальной клубной регбийной лиги.

## Женский регби-клуб «ВВА-Подмосковье»
В 2020 году в состав клуба вошла женская регбийная команда «РГУТиС-Подмосковье» с сохранением всех титулов и регалий. Образованная в 2000 году команда «РГУТиС-Подмосковье» — самый титулованный женский клуб России. Подмосковная команда 15 раз выигрывала Кубок России по регби-7 и 13 раз завоевывала золотые медали чемпионата России по регби-7.
Главный тренер команды с 2015 года — Андрей Кузин; старший тренер с 2020 года — Игорь Ключников.

## Список сезонов

### СССР
| Сезон | ЧС  | КС     | ЧР | Сезон | ЧС | КС     | ЧР |
| ----- | --- | ------ | -- | ----- | -- | ------ | -- |
| 1968  | 5-8 |        | 1  | 1980  | 1  | Победа | 1  |
| 1969  | 1   |        | 1  | 1981  | 1  | 1/16   |    |
| 1970  | 3   |        | 1  | 1982  | 2  | Финал  |    |
| 1971  | 1   |        | 1  | 1983  | 4  | Победа | 1  |
| 1972  | 2   |        | 1  | 1984  | 1  | 1/2    |    |
| 1973  | 3   |        | 1  | 1985  | 1  | 1/4    |    |
| 1974  | 3   |        | 1  | 1986  | 1  | Победа |    |
| 1975  | 4   |        | 2  | 1987  | 2  | 2      | 2  |
| 1976  | 1   | Победа | 2  | 1988  | 4  | 3      | 2  |
| 1977  | 1   |        |    | 1989  | 2  | 1/4    |    |
| 1978  | 7   | 1/2    | 1  | 1990  | 2  | 1/2    |    |
| 1979  | 3   | 1/4    | 1  | 1991  | 3  | Победа |    |

### Россия
| Сезон | ЧР | КР     | Сезон | ЧР | КР     | Сезон   | ЧР | КР    |
| ----- | -- | ------ | ----- | -- | ------ | ------- | -- | ----- |
| 1992  | 2  | Победа | 2002  | 3  | Победа | 2012    | 3  | —     |
| 1993  | 1  | Победа | 2003  | 1  | Финал  | 2013    | 3  | 1/4   |
| 1994  | 2  | Финал  | 2004  | 1  | Победа | 2014    | 3  | 1/2   |
| 1995  | 3  | —      | 2005  | 2  | Победа | 2015    | 3  | —     |
| 1996  | 3  | 1/2    | 2006  | 1  | 1/2    | 2016    | 3  | 1/8   |
| 1997  | 4  | Победа | 2007  | 1  | Победа | 2017    | 3  | Финал |
| 1998  | 2  | 1/2    | 2008  | 1  | Финал  | 2018    | 3  | —     |
| 1999  | 3  | 1/4    | 2009  | 1  | —      | 2019    | 4  | 1/4   |
| 2000  | 4  | Финал  | 2010  | 1  | Победа | 2020/21 | 5  | 1/2   |
| 2001  | 4  | Финал  | 2011  | 3  | —      | 2021/22 | 3  | Финал |

## Достижения
- Чемпионат СССР: 9
  - 1969, 1971, 1976, 1977, 1980, 1981, 1984, 1985, 1986
- Серебряный призёр чемпионата СССР: 5
  - 1972, 1982, 1987, 1989, 1990
- Бронзовый призёр чемпионата СССР: 5
  - 1970, 1973, 1974, 1979, 1991
- Кубок СССР: 5
  - 1976, 1980, 1983, 1986, 1991
- Чемпионат России: 8
  - 1993, 2003, 2004, 2006, 2007, 2008, 2009, 2010
- Серебряный призёр Чемпионата России: 4
  - 1992, 1994, 1998, 2005
- Бронзовый призёр Чемпионата России: 12
  - 1995, 1996, 1999, 2002, 2011, 2012, 2013, 2014, 2015, 2016, 2017, 2018 , 2021/2022
- Кубок России: 8
  - 1992, 1993, 1997, 2002, 2004, 2005, 2007, 2010

## Главные тренеры
- Евгений Антонов[7] (1967—1988)[8]
- Борис Цалоев (1988—1990)[8]
- Николай Неруш (1990—2018)[8]
- Александр Войтов (2019)[8]
- Павел Барановский (2020—2021)[8]
- Николай Неруш (2021—2022)[8]
- Александр Войтов (2022—2023)
- Андрей Сорокин (с 2024, и. о.)

В тренерском штабе также работали:
- Василий Куликов (тренер, 1980)[9]
- Александр Семенихин (тренер, 1981)[10]

## Известные игроки прошлого
- Каролис Навицкас
- Вадим Кобылаш
- Максим Кобылаш
- Алексей Котруцэ
- Андрей Романов
- Алексей Андреев
- Василий Артемьев
- Михаил Бабаев
- Александр Войтов
- Алексей Волков
- Виктор Гресев
- Илья Дёмушкин
- Игорь Ключников
- Виктор Кобзев
- Олег Кобзев
- Владислав Коршунов
- Андрей Кузин
- Кирилл Кушнарёв
- Юрий Кушнарёв
- Александр Лавров
- Владимир Марченко
- Евгений Матвеев
- / Иван Миронов
- / Игорь Миронов
- / Юрий Миронов
- Игорь Нечаев[11]
- / Александр Тихонов
- Сергей Секисов
- Гор Петросян
- Алексей Травкин
- Сергей Тришин
- Артём Фатахов
- Александр Хрокин
- Александр Шакиров
- Сергей Шишков
- Александр Янюшкин
- Сергей Янюшкин